# Sandžak
Pour les divisions administratives de l'Empire ottoman, voir Sandjak (division).
Sandžak est le nom serbo-croate d’une région historique de l’ex-Yougoslavie, située à cheval sur la Serbie et le Monténégro actuels, voisine de la Bosnie-Herzégovine au nord-ouest et du Kosovo au sud-est. Le nom français de cette région historique est « sandjak de Novipazar », ancienne division administrative (sandjak) de l’Empire Ottoman.
Épargnée par les guerres de dislocation de la Yougoslavie des années 1990, la région a accueilli sans discrimination des réfugiés de Bosnie et plus tard, ceux du Kosovo, Albanais, Serbes et Roms.

## Étymologie
Le nom de Sandžak découle du turc Sancak et se voit surtout utilisé par les musulmans, tandis que les chrétiens utilisent plus volontiers celui de centralna Raška / централна Рашка (Rascie centrale). Sandžak  s’écrit Санџак en caractères cyrilliques.

## Histoire

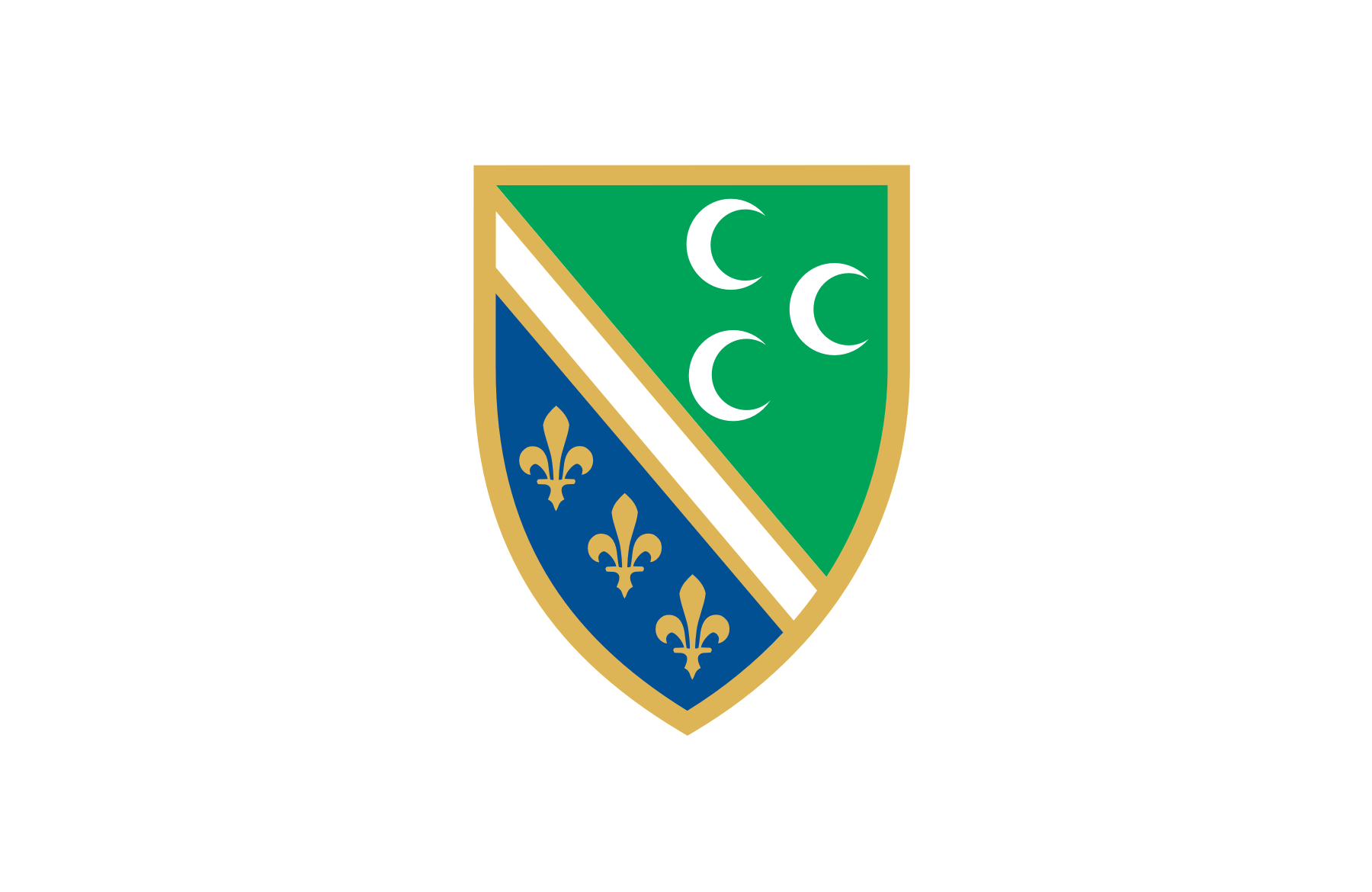
Drapeau des Bosniaques du Sandjak

Armoiries des Bosniaques du Sandjak

Au Moyen Âge, la région était le cœur de la principauté serbe de Rascie. Elle fut conquise par le Royaume de Bosnie au XIVe siècle puis, au XVe siècle, par l’Empire ottoman, qui en fait le Sandjak de Novipazar, dont l’histoire se confond avec celle des territoires environnants. En 1878, le Congrès de Berlin autorise l’Autriche-Hongrie à occuper et administrer ce territoire en même temps que la Bosnie-Herzégovine. À cette occasion, la région fut détachée du vilayet de Bosnie, désormais occupé par l’Autriche-Hongrie, pour être rattachée à celui du Kosovo. Cette bande de terre maintenue sous tutelle ottomane mais sous occupation austro-hongroise séparait ainsi la Serbie et le Monténégro, alors désireux de se fédérer, et jouait un rôle stratégique essentiel en joignant d’ouest en est l’Empire austro-hongrois et l’Empire ottoman, alors alliés. Les Autrichiens y tinrent garnison jusqu’en 1908.
En 1908, l’Autriche-Hongrie annexe la Bosnie-Herzégovine, mais évacue le Sandjak, rendu à l’administration turque. En 1912, à l’issue de la Première Guerre balkanique, la Serbie et le Monténégro se partagent le territoire, à parts équivalentes, délimitant une frontière interne dont le tracé reste inchangé à ce jour. Au titre de la Serbie et du Monténégro, le Sandžak a fait partie du royaume des Serbes, Croates et Slovènes (1918-1929), du royaume de Yougoslavie (1929-1941), de la République fédérative socialiste de Yougoslavie (1945-1992) puis de la République fédérale de Yougoslavie (1992-2003) devenue Communauté d’États Serbie-et-Monténégro (2003-2006), tandis qu’entre 1941 et 1943 il a été occupé par les Italiens dans la partie monténégrine, et par les Allemands dans la partie serbe ; en 1943 et 1944 il a été le théâtre de durs combats entre la Wehrmacht, les résistants Tchetniks et les partisans communistes (chacun de ces groupes, combattant contre les deux autres à la fois). C'est dans le cadre de ces combats que les Allemands mirent sur pied dans la région un régiment de miliciens musulmans combattant sous l'uniforme de la Wehrmacht.
Lors des élections sur l'indépendance du Monténégro, en 2006, il est important de signaler que les musulmans Bosniaques ont voté massivement pour l'indépendance du Monténégro, donc de la séparation avec les musulmans de Serbie. Cette division rendant impossible aujourd'hui toute politique unitaire du Sandjak et un affaiblissement très important de l'influence de la minorité en Serbie et au Monténégro.

## Géographie
Le Sandžak est une région de montagnes et de plateaux karstiques qui s’étend de la frontière avec la Bosnie-Herzégovine jusqu'au Kosovo sur une surface de 8 686 km2. À l’est, le plateau de Pešter est un des plus grands plateaux de la péninsule balkanique. Il a une altitude de 900 à 1 200 mètres. On y trouve des grottes, en particulier Djalovica klissoura, sur le versant occidental, longue de près de 11 km. Les zones de plus faible altitude sont situées le long de la rivière Raška, affluent de l’Ibar ou du Lim, rivière qui se jette dans la Drina en Bosnie. Le Sandžak est un espace de transition, un seuil aisément franchissable, qui a longtemps joué un rôle central dans les échanges transbalkaniques.
Outre Novi Pazar, les principales villes du Sandžak sont Prijepolje (34,51 % de Bosniaques, 52,60 % de Serbes), Priboj (14,04 % de Bosniaques, 75,85 % de Serbes), Tutin (90,00 % de Bosniaques, 3,49 % de Serbes), Sjenica (73,87 % de Bosniaques, 19,94 % de Serbes et Nova Varoš (4,73 % de Bosniaques, 89,54 % de Serbes).
Six municipalités (opštine) du Sandžak sont en Serbie :
- Novi Pazar
- Nova Varoš
- Priboj
- Prijepolje
- Sjenica
- Tutin

Six sont au Monténégro :
- Pljevlja
- Bijelo Polje
- Berane
- Rožaje
- Plav
- Andrijevica.

## Population
Le Sandžak est principalement peuplé de Bosniaques (48,4 % de la population) de Serbes (33,9 %) et de Monténégrins (7,25 %). Également connus sous l'appellation locale de Sandjaki, les Bosniaques de la région se déclaraient de nationalité musulmane à l'époque de la Yougoslavie. De ce fait, environ 6% des musulmans du Sandžak s'identifient encore comme tels.
Mis à part une minorité d'Albanais qui résident à proximité du Kosovo, tous les habitants de la région ont le serbo-croate pour langue maternelle. Malgré les différences ethniques, musulmans et chrétiens y vivent en paix, bien qu'en octobre 1991, avant la guerre de Bosnie-Herzégovine, des politiciens locaux aient organisé un "référendum" où auraient participé 70 % des inscrits, dont 98 % votèrent pour une autonomie du Sandjak, au risque de déclencher une guerre civile.
De nombreuses personnalités du Sandjak sont devenues des figures emblématiques dans la république voisine de Bosnie-Herzégovine, comme Ejup Ganić (ancien vice-président) ou le général Sefer Halilović.
Selon les recensements de 2011 de Serbie et du Monténégro, 390 737 personnes vivent dans la région du Sandžak, dont 60 % en Serbie et 40 % au Monténégro. Dans la partie serbe, la population s'élève à 238 787 habitants, contre 151 950 dans la partie monténégrine.
Les principaux groupes ethniques se répartissent comme suit : 
Groupes ethniques dans l'ensemble du Sandjak : 
- Bosniaques[3]= 189 190 (48,4 %)
- Serbes = 132 345 (33,9 %)
- Monténégrins = 28 323 (7,25 %)
- Musulmans = 23 900 (6,11 %)
- Albanais = 4 062 (1,04 %)

Groupes ethniques dans la partie serbe du Sandžak : 
- Bosniaques[3] = 142 373 (59,62 %)
- Serbes = 77 565 (32,48 %)
- Musulmans = 12 441 (5,21 %)
- Monténégrins = 314 (0,13 %)
- Albanais = 284 (0,11 %)

Groupes ethniques dans la partie monténégrine du Sandjak : 
- Serbes = 54 780 (36,05 %)
- Bosniaques[3] = 46 813 (30,80 %)
- Monténégrins = 28 009 (18,43 %)
- Musulmans = 11 459 (7,54 %)
- Albanais = 3 778 (2,48 %)

Les villes comprenant une majorité de Bosniaques et de Musulmans sont Novi Pazar (81,2 %), Tutin (94,08 %), Sjenica (78,54 %) et Rožaje (88,46 %).
Les villes comprenant une majorité de Serbes sont Priboj (75,85 %), Nova Varoš (89,54 %) et Andrijevica (61,86 %).

## Galerie de cartes

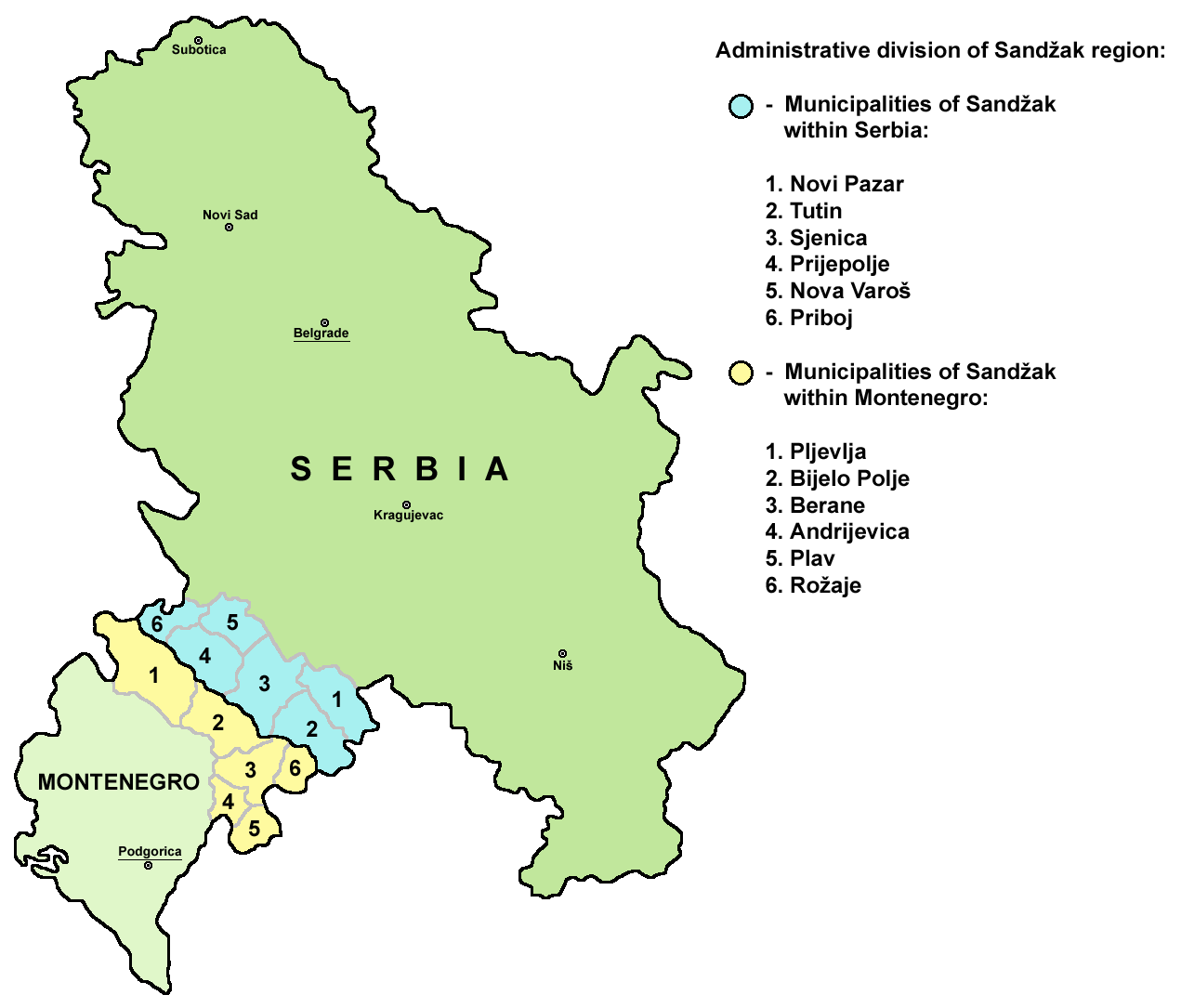
La position du Sandžak entre Serbie (vert moyen et bleu) et Monténégro (vert clair et jaune).
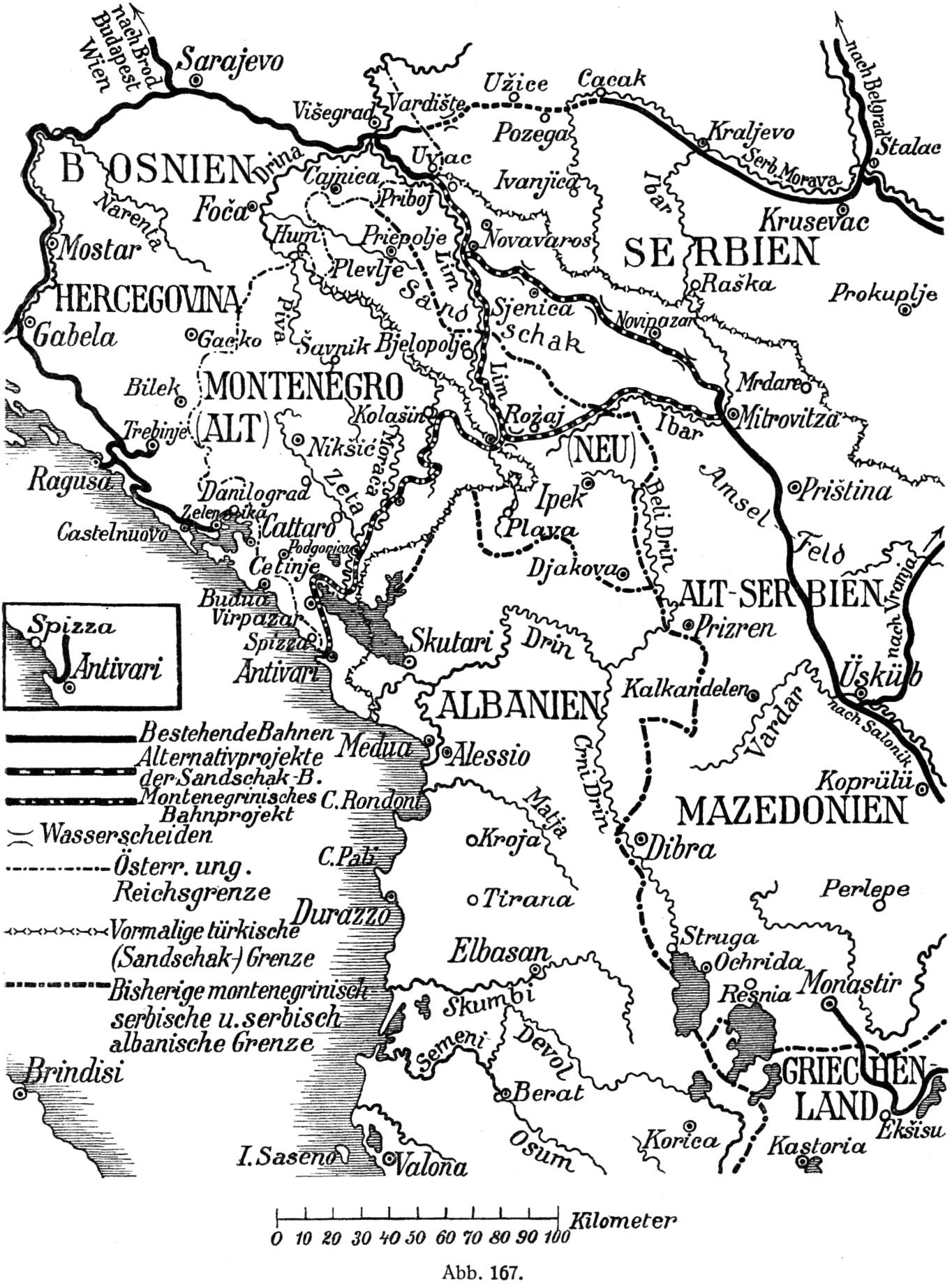
Projet austro-hongrois de chemin de fer du Sandžak (de), 1917.
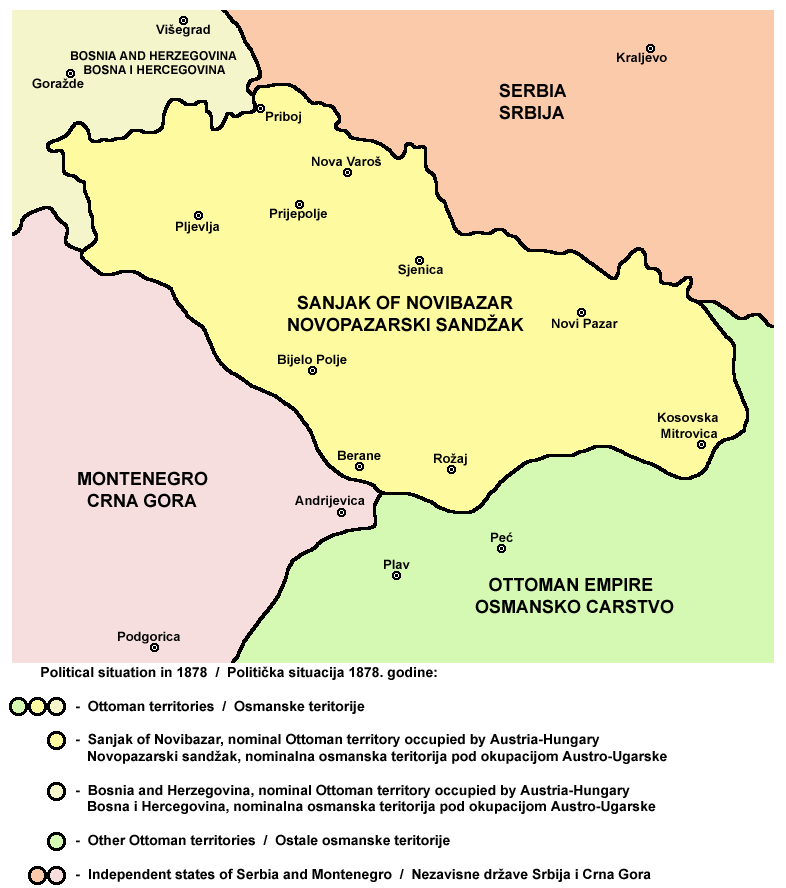
Les localités du Sandžak.
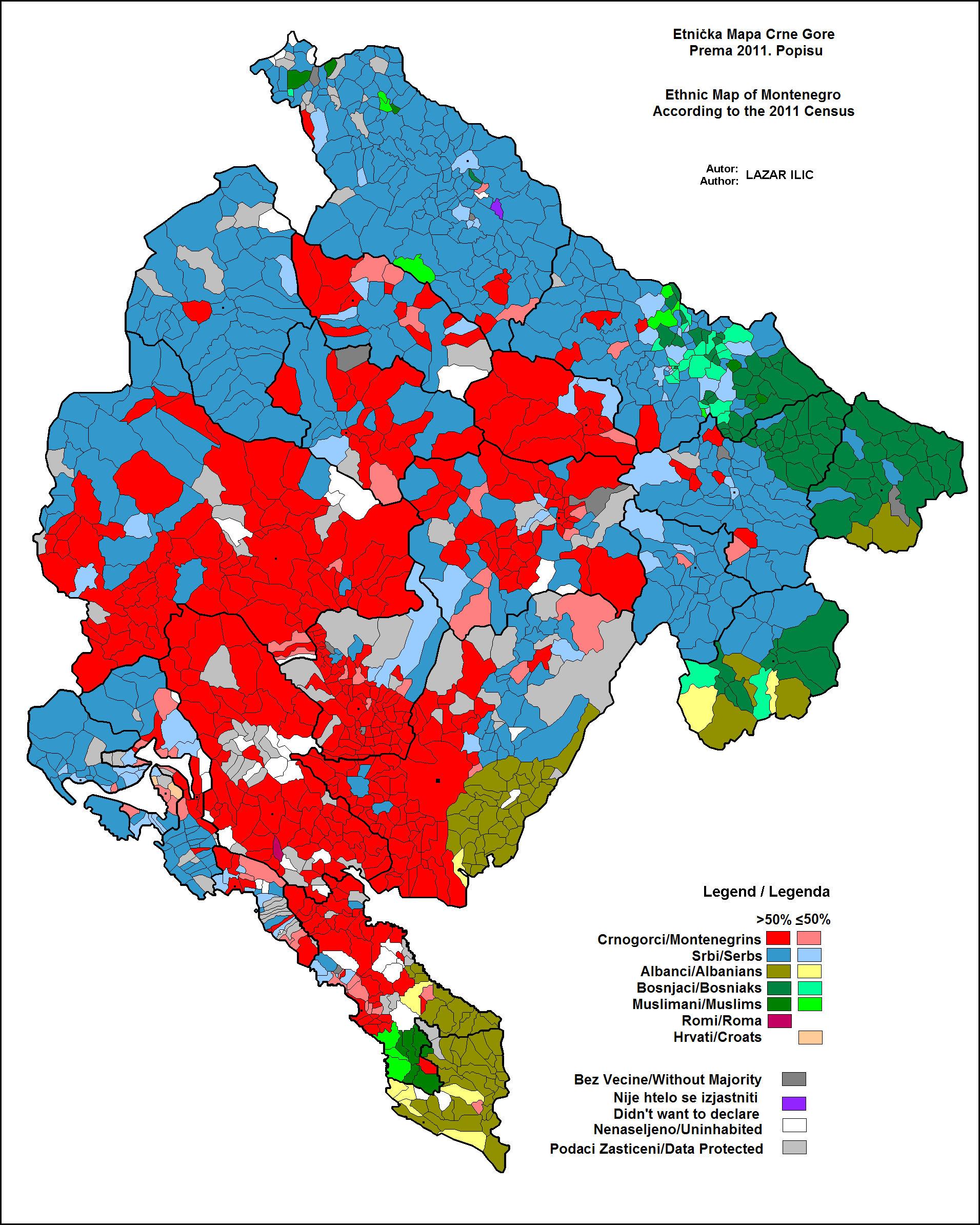
Carte ethnique du Monténégro par localités selon la déclaration d'ethnie au recensement de 2011.
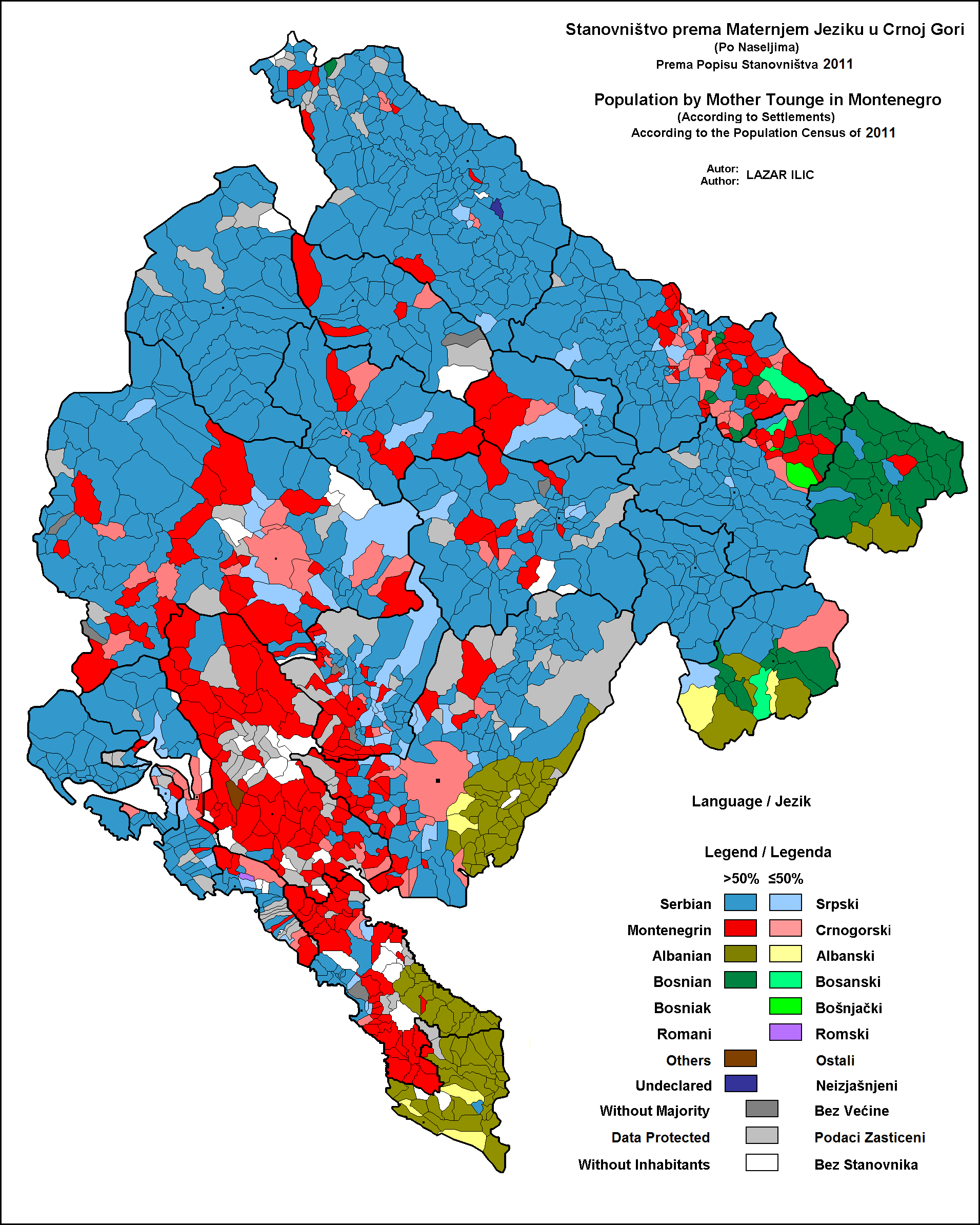
Répartition de la population du Monténégro selon la déclaration de langue maternelle au recensement de 2011.